# Lathropus vernalis
Lathropus vernalis is een keversoort uit de familie dwergschorskevers (Laemophloeidae). De wetenschappelijke naam van de soort werd in 1869 gepubliceerd door John Lawrence LeConte.